# ピート・コンラッド
チャールズ・ピート・コンラッド・ジュニア（Charles "Pete" Conrad, Jr.、1930年6月2日 - 1999年7月8日）は、アメリカ合衆国の宇宙飛行士、技術者であり、月面を歩いた史上3人目の人物である。また彼は、月面で初めてダンスを踊った人物であると自称している。ジェミニ5号、ジェミニ11号、アポロ12号、スカイラブ2号のミッションに参加した。
ジェミニ5号は1965年8月21日に打ち上げられ、コンラッドは宇宙を訪れた10人目のアメリカ人、20人目の人間になった。

## 生い立ちと海軍での経歴
ピート・コンラッドは1930年6月2日にペンシルベニア州フィラデルフィアで、チャールズ・コンラッド・シニアとフランシス・コンラッドの第三子、長男として生まれた。銀行業と不動産業を営む裕福な家庭だった。母親は初めての息子にピーターという名前を望んだが、父親は自分の名前を与えることを希望した。2人の意思は固く、妥協として出生証明書の名前はチャールズ・コンラッド・ジュニアとしたが、母をはじめ皆は「ピーター」と呼んでいた。彼が21歳の時には婚約者の父親が彼を「ピート」と呼び、コンラッドは自分でもその呼び名を用い始めた。それ以来、彼はほぼあらゆる場面で「ピート・コンラッド」で通っている。
世界恐慌によって資産の大部分を失ったコンラッド家は1942年にフィラデルフィアの邸宅を手放し、フランシスの兄エガートン・ヴィンソンに家賃の援助を受けながら小さなキャリッジ・ハウス（ガレージ兼用住宅）に居を移した。また最終的に破産した父親は家を出ることになった。
コンラッドは聡明で知的な少年であったが、次第に学業に苦しむようになった。彼は当時あまり認識されていなかった障碍であるディスレクシアを抱えていたのである。コンラッドは一家が代々通っていたペンシルベニア州ハヴァーフォードの私立校、ハヴァーフォード・スクールに進学したが、家計は芳しい状態ではなく、コンラッドは伯父のエガートンの支援を受けながら通学した。しかしコンラッドの成績はディスレクシアによって伸び悩み、11年生の試験のほとんどに落第した後、放校となった。
息子が知力で劣っていると信じなかったコンラッドの母は適切な学校を探し、ニューヨーク州ニューレバノンのダロー・スクールにコンラッドを通わせることとした。ここでコンラッドは一定の順を追った学習システムを身につけ、ディスレクシアと上手く付き合う方法を見出した。彼は11年生からやり直したものの極めて優秀な成績を修め、1949年の卒業後にはプリンストン大学への入学が認められた上アメリカ海軍の奨学金も得た。
15歳の時からコンラッドは夏季にフィラデルフィアのパオリ飛行場で芝刈りや掃除などの雑用をし、報酬として飛行機に乗せてもらったり、操縦桿を握らせてもらったりしていた。成長して飛行機やエンジンの機構等を学ぶと、簡単な修理やメンテナンスを任されるようになった。16歳の時には飛行教官がスロットルの故障で緊急着陸したため、手を貸すために160kmもの距離を車で運転して行ったこともあった。コンラッドはこの飛行機を独力で修理し、それ以降、教官はこの当時まだ高校卒業前の少年に対して飛行士免許のための正式な訓練を行うこととなった。
コンラッドは大学時代も飛行機に乗り続けた。これは飛行士免許の維持だけではなく計器飛行証明 (Instrument rating) を得るためでもあった。彼は1953年に航空工学を修めてプリンストン大学を卒業し、アメリカ海軍に入隊した。海軍飛行学校では優秀な成績を修めて艦載機パイロットとなり、“Squarewave“（矩形波）というコールサインで知られるようになった。後に飛行教官およびパクス・リバー海軍航空基地のテストパイロットになった。
コンラッドは後のマーキュリー・セブン、すなわちアメリカ航空宇宙局初の宇宙飛行士の選考に招かれた。他の候補者と同様、コンラッドは数日間に及ぶニューメキシコ州のラブレース・クリニックでの医学的・心理学的検査を受けたが、これは彼には屈辱的で不必要と思われるものだった。そして彼は他の被験者とは違って指示に反抗的に振る舞った。精神科医によるロールシャッハ・テストではカードが性的な内容を意味するものだと述べてくだくだしい詳細を語り、また次に示された空白のカードではしばらく眺めた後に真面目腐った顔で「上下逆さまだ」と返答、さらに併設の研究所に検便を提出するよう指示されるとそれを赤いリボンで飾った贈答品に仕立てるなどした。種々の検査に辟易したコンラッドは最終的に中身を満たした浣腸容器を院長のデスクに置き、クリニックから立ち去った。コンラッドによる最初のNASAへの応募は「長期の飛行には不適」との但し書きを付され却下された。
その後にNASAが宇宙飛行士の第二陣を募集をした際、海軍パイロット時代からの知己であるアラン・シェパードが彼を訪れ、再び応募するように促した。この時の医学検査は以前ほど苦痛なものではなく、コンラッドのNASAへの採用が決定された。

## NASAでのキャリア

### ジェミニ

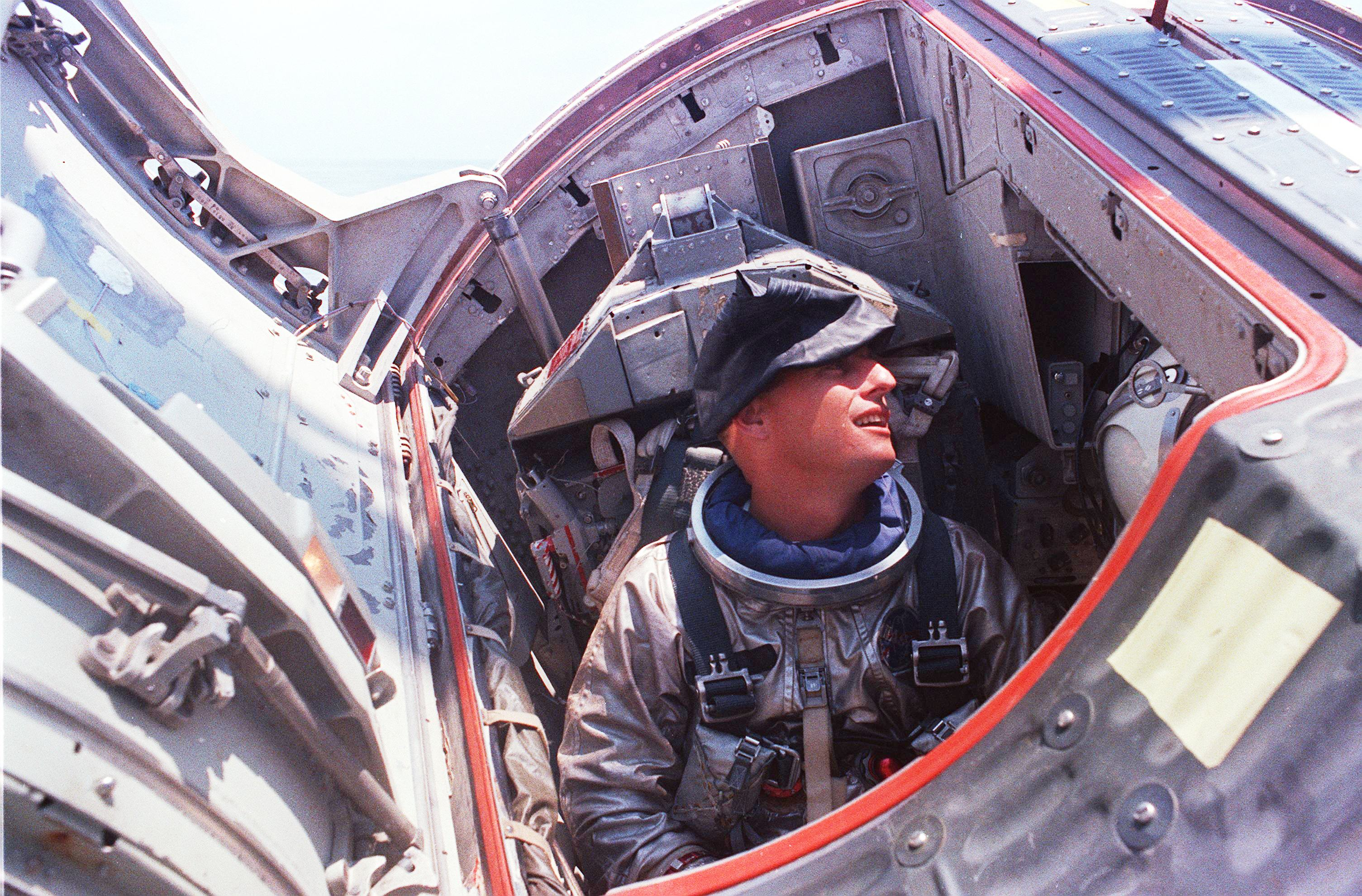
ジェミニ5号の模型に乗って、水中脱出訓練を行なうピート・コンラッド

コンラッドは、1962年9月17日に、ニュー・ナインとして知られる2期目の宇宙飛行士として採用された。グループでも最高のパイロットの1人と認められ、グループで初めてジェミニのミッションに就いた。彼はゴードン・クーパーとともにジェミニ5号のパイロットに選ばれ、8日間の宇宙滞在という新記録を樹立した。ジェミニ5号の飛行時間は正確には7日間と22時間55分であり、それまでのロシアの5日間という記録を上回った。月まで往復するには14日間が必要であり、ジェミニ5号の成功によって人間が8日間の宇宙飛行に耐えられることが証明され、有人月探査の可能性が大きく広がった。
コンラッドは、アポロ計画に必要な数多くの宇宙船の試作機をテストした。また彼は身長169cmと宇宙飛行士の中で最も小柄だったため、ジェミニカプセルの監禁状態も同僚ほど苦痛にはならなかった。彼はその後ジェミニ8号の交代要員になり、ジェミニ11号の機長となって、軌道に入るとすぐに手動でアジェナ標的機へのドッキングを行なった。

### アポロ
1967年1月のアポロ1号での事故後、NASAはサターンVとアポロ宇宙船の試験の回数を増やし、10年以内に人類を月に送るというジョン・F・ケネディの目標に応えようとした。
1969年11月14日、コンラッドは指令モジュールパイロットのディック・ゴードン、月モジュールパイロットのアラン・ビーンとともに、機長としてアポロ12号に乗り込んだ。この時の打ち上げはアポロ計画の中でも最も悲惨なもので、稲妻が鳴る中で行なわれた。5日後、月面に到着した宇宙船から足を踏み出した際、「イェーイ！ニールにとっては小さな一歩だったらしいが、俺にとっては、これは大きな一歩だ」と言った。これはよく知られるアームストロング船長の第一声と自分の低い身長とをかけたジョークであり、打上げ前から発言することを決めていた言葉である。
後年コンラッドはこのジョークについて事情を語っており、彼と親しかったイタリア人ジャーナリストのオリアーナ・ファラーチが「NASAは宇宙飛行士のコメントを統制している」という論説の支持者だったため、コンラッドは「宇宙飛行士は自分で考えたコメントを言えるのかどうか」という賭けを提案、それに勝つために発言したものだと明かしている。なお賭けに負けた側は500ドルを支払う約束が取り交わされていたが、地球に帰還後コンラッド側が断り金を受け取らなかった。
コンラッドのジョーク好きは非常に有名で、「初めて宇宙にヌードグラビア雑誌を持ち込んだ人物」としても名を残している。ちなみにその雑誌は『PLAYBOY』である。
コンラッドはアポロ20号で再び宇宙を訪れる予定だったが、中止になった。

### スカイラブ
コンラッドにとっての最後のミッションは、スカイラブ2号の機長として最初に宇宙ステーションに入ることだった。乗組員達は、打ち上げ時の事故で破損した部分の修理を行なった。コンラッドは宇宙遊泳をして、太陽電池を引っ張り位置を直した。この行動を彼は特に誇りに思っていた。

## NASA以降
コンラッドは1973年にNASAとアメリカ海軍を退職し、American Television and Communications Companyで働き始めた。1976年から1990年代までは、マクドネルダグラスで働いた。1979年にアメリカン航空191便墜落事故が起きると、コンラッドは先頭に立って国民や政治家の飛行機不審を鎮めるために活動した。
1990年代には、単段式宇宙往還機DC-Xの地上テストにパイロットとして何度も携わった。
1991年のテレビ映画Plymouthにカメオ出演した。
1975年のテレビ映画towaway to the Moonでは、自分自身の役を演じた。
1996年2月14日、彼はビル・ダニエルズの所有するリアジェットで、世界記録となる49時間26分8秒の飛行を行なった。現在では、このジェット機は、デンバー国際空港のCターミナルに永久展示されている。
2006年、NASAは彼の死後に、Ambassador of Exploration Awardとして表彰した。

## 私生活
プリンストン大学在学中、コンラッドはブライン・マウル大学のジェーン・デュボースと知り合った。彼女の家族はテキサス州ユバルディに1600エーカーの農場を持っていた。彼女の父のウィン・デュボースは、彼のことを初めて「ピーター」ではなく「ピート」と呼んだ。プリンストン大学を卒業してアメリカ海軍に入隊すると、コンラッドとジェーンは1953年6月16日に結婚した。彼らは、1954年にピーター、それにトーマス、アンドリュー、1961年に末弟のクリストファーという四男をもうけた。
海軍とNASAで働いていたため、ピートとジェーンは大部分の時間を離れて過ごすことになり、ピートは息子達の成長を見ることができなかった。NASAと海軍を退職した後も、彼は多忙だった。1988年、息子達がみんな独立すると、ピートとジェーンは離婚し、数年後にジェーンは再婚した。
1989年、コンラッドの末子のクリストファーが悪性リンパ腫を患った。彼は1990年4月、28歳で死去した。
その頃コンラッドは、共通の友人を通じてデンバー出身のナンシー・クレーンと親密になり、1990年春に結婚した。ともに再婚であった。

## 死去
1999年7月8日、月面着陸30周年の約3週間前、カリフォルニア州オーハイを友人とオートバイで走行中、彼は道を外れ、衝突した。怪我は最初は軽いと思われたが、6時間後に内出血で死去した。彼は他の多くのアポロ宇宙飛行士達の立ち会いの元、アーリントン国立墓地に葬られた。

## フィクションへの登場
コンラッドは、トム・ウルフの『ライトスタッフ』の主人公として描かれている。また、コンラッドと妻の目を通して、宇宙飛行士の選考の過程における態度や行動を描いた本が多数出版されている。しかし映画においては、この視点はアラン・シェパードやマーキュリー・セブンの視点に置きかえられている。

## テレビと映画
1995年の映画『アポロ13』では、デイビッド・アンドリューズがコンラッドの役を演じている。ラヴェル家でアポロ11号の月面着陸を祝うパーティに登場するが、実際にはラヴェル家でパーティは行われておらず、フィクションである。
1998年のHBOのミニシリーズ『フロム・ジ・アース/人類、月に立つ』では、ピーター・スコラーリ（エピソード1）とポール・マクレーン（エピソード7）が演じている。また、テレビ映画"Plymouth,"では、コンラッドが自分自身を演じている。

## 記念
テキサス州ヒューストンのジョンソン宇宙センターには、死亡した飛行士を記念するために植えられた樹がある。コンラッドが死亡した際にも、NASAはその名誉を称えて樹を植えることを計画した。式典で、アポロ12号の仲間だったアラン・ビーンはスピーチの際にチャネリングを行い、コンラッドはあの世から指示を送ったという噂である。ビーンによれば、コンラッドの指示は、毎年クリスマスに全ての樹に白い明かりをつけること、ただし彼の樹だけは赤い明かりにすること、というものだった。NASAはこの指示に敬意を表し、それ以降毎年クリスマスになると樹に白い明かりを灯している。

## ピート・コンラッド・スピリット賞
2008年9月8日、コンラッド財団は、2008年度ピート・コンラッド・スピリット賞の開催を発表した。全米の高校生が対象で、イノベーションの計画を競い合うことになった。受賞者のアイデアは商品化されることが約束された。生徒達は、月への往来や再生可能エネルギーについて、アイデアを競いあった。
ピートの後の妻で、コンラッド財団の創設者のナンシー・コンラッドは、「この世代は、他の世代と同じように、未来をデザインする能力を持っている。我々の賞は、彼らにそれを実現する資源を提供する。」と語っている。
高校生達は、この賞によって、自分の計画を市場に出すことができ、それに加えて科学者、大学教授、ビジネス界のリーダー、資本家、企業家らのネットワークと繋がりを持つことができた。ナンシー・コンラッドは、「勝利は始まりである。この賞は、教育から産業界への橋渡しである。我々は計画を作るだけではなく、運動を起こす。」と語っている。
2007年5月に、Xプライズ財団は高校生を対象に、「最も独創的で、個人宇宙飛行産業に寄与する新しいコンセプト」を求めるピート・コンラッド・スピリット賞の創設を発表し、ミルケン・コミュニティー高校の2人の高校生に最初の賞が与えられた。